# Валенсия (езеро)
Валенсия или Такаригуа (на испански: Lago de Valencia, Lago de Tacarigua) е езеро в северната част на Венецуела, в щатите Карабобо и Арагуа. Площта му е 350 km², дължината от запад на изток е 29 km, ширината – до 16 km, максималната дълбочина 75 m (средна 13 m), обемът 6,3 km³, а дължината на бреговата линия – 117 km².
Езерото Валенсия е разположена в дълга и тясна надлъжна долина в Карибските Анди на 416 m н.в. То е безотточно, но сладководно, поради това че в него се вливат множество, предимно малки, но пълноводни реки: Турмеро, Арагуа, Гуигуе, извиращи от съседните хребети на Карибските Анди. Има и няколко острова, като по-големите са Ел Буро, Отама, Кулебра, Ел Хорно и др. Около него е разположена ниска и плодородна равнина, която в древността е била залята от много по-голямото тогава езеро. На западния му бряг е разположена столицата на щата Карабобо – град Валенсия, а на североизточния – столицата на щата Арагуа – град Маракай. Развива се местно корабоплаване.